# Верблюдка гісополиста
Верблюдка гісополиста (Corispermum hyssopifolium) — вид трав'янистих рослин родини амарантові (Amaranthaceae), поширений у Росії, Білорусі, Україні.

## Опис
Однорічна рослина 10–15 см заввишки. Рослина сірувато-зелена. Стеблові листки лінійно-ланцетні або лінійні, плоскі, голі. Плоди овальні, 2.3–3.2 мм завдовжки, 1.7–2.7 мм завширшки, з дуже вузьким крилом, 0.1–0.2 мм завширшки. Рослини розгалужені від основи (рідше трохи вище основи) 10–35(55) см, густо покриті волосками, стають голими. Листові пластини лінійно-ланцетні або лінійні; зазвичай плоскі, 1.5–3.5(4) × 0.2–0.4(0.5) см. Суцвіття компактні.

## Поширення
Вид поширений у Росії, Білорусі, Україні; натуралізований у Словаччині, Литві й Латвії; випадковий у суміжних країнах; інтродукований у Колорадо.
В Україні зростає на прирічкових пісках, піщаних місцях, насипах, в піщаних борах — у Поліссі, Степу (зрідка на півдні).